# ريكي ماكيفوي
ريكي ماكيفوي (بالإنجليزية: Ricky McEvoy)‏ هو لاعب كرة قدم أيرلندي، ولد في 6 أغسطس 1967 في جبل طارق في المملكة المتحدة. شارك مع منتخب جمهورية أيرلندا تحت 20 سنة لكرة القدم. أما مع النوادي، فقد لعب مع غلينتوران وكامبريدج يونايتد ونادي بانغور ونادي دوندالك ونادي شامروك روفرز ونادي لوتون تاون.